# Francisco Assis
Francisco José Pereira de Assis Miranda (ur. 8 stycznia 1965 w Amarante) – portugalski polityk, samorządowiec, deputowany krajowy, poseł do Parlamentu Europejskiego VI, VIII i X kadencji.

## Życiorys
Ukończył studia filozoficzne na Uniwersytecie w Porto. W 1985 wstąpił do Partii Socjalistycznej. Od 1989 do 1995 był burmistrzem Amarante. Od 1995 do 2004 zasiadał w Zgromadzeniu Republiki.
W 2004 uzyskał mandat posła do Parlamentu Europejskiego. Zasiadał w Grupie Socjalistycznej oraz w Komisji Handlu Międzynarodowego. W 2009 powrócił do sprawowania mandatu w parlamencie krajowym, objął stanowisko lidera frakcji poselskiej PS. Mandat utrzymał również w 2011. W 2014, będąc liderem listy wyborczej socjalistów, ponownie został wybrany do Europarlamentu, w którym zasiadał do 2019. W 2020 objął funkcję przewodniczącego Rady Gospodarczej i Społecznej. W 2024 został ponownie wybrany w skład Zgromadzenia Republiki, a następnie w tym samym roku ponownie uzyskał mandat eurodeputowanego.